# Benon Łastowski
Benon Edmund Łastowski vel Tadeusz Grzybowski, pseud.: Łobuz, Demokrata, Hultaj, Bolek (ur. 15 lipca 1913 w Hoduciszkach, zm. 2 listopada 1996 w Londynie) – major saperów służby stałej Polskich Sił Zbrojnych, cichociemny.

## Życiorys
Był synem Edmunda i Anny z domu Juchniewicz. W 1933 roku zdał maturę na Państwowej Szkole Technicznej w Wilnie. W latach 1933–1934 uczył się w Szkole Podchorążych Rezerwy Saperów. Od 1 sierpnia 1937 roku służył w 4 batalionie saperów, przemianowanym w 1939 roku na 4 pułk saperów, w którym był dowódcą plutonu w 5 kompanii.
We wrześniu 1939 roku służył początkowo w Wojskowym Ośrodku Spadochronowym, a od 9 września ponownie w 4 pułku saperów. 18 września przekroczył granicę polsko-rumuńską. Był internowany w Rumunii. W maju 1940 roku dotarł do Francji, gdzie dostał przydział do Centrum Wyszkolenia Saperów. W czerwcu 1940 roku przedostał się do Wielkiej Brytanii, gdzie otrzymał przydział do 1 batalionu saperów, a następnie do 1 Samodzielnej Brygady Spadochronowej.
Zgłosił się do służby w kraju. Po tajnym przeszkoleniu jako cichociemny, ze specjalnością w wywiadzie oraz mikrofotografii (m.in. w polskiej szkole wywiadu, działającej pod kamuflażem Oficerskiego Kursu Doskonalącego Administracji Wojskowej), został zaprzysiężony 29 grudnia 1942 roku w Audley End (STS 43), ośrodku SOE prowadzonym przez Oddział VI (Specjalny) Sztabu Naczelnego Wodza.
Zrzutu dokonano w nocy z 9 na 10 kwietnia 1944 roku w ramach operacji „Weller 2” dowodzonej przez kpt. naw. Kazimierza Wünschego. Dostał przydział do Oddziału II Informacyjno-Wywiadowczego sztabu Komendy Głównej AK. 21 maja 1944 roku został aresztowany przez Gestapo w lokalu przy ul. Nowy Świat 44. 30 lipca 1944 roku wysłano go transportem z Pawiaka do obozu koncentracyjnego Groß-Rosen, a stamtąd do obozu koncentracyjnego Brieg i do obozu pracy Fünfteichen, który został wyzwolony 23 stycznia 1945 roku. Po powrocie do Polski od maja 1945 roku przystąpił do dalszej działalności konspiracyjnej w DSZ i WiN jako oficer techniczny odtworzonej komórki legalizacyjnej „Agaton II” KG DSZ i WiN (do września 1945 roku). Ukrywał się, wobec rosnącego zagrożenia aresztowaniem po roku pobytu w Polsce Łastowski przedostał się do Wielkiej Brytanii. Imał się wielu zajęć. Był związany z wywiadem któregoś z państw zachodnich. Pod koniec maja 1952 roku został zrzucony na terenie Wielkopolski z nieudaną misją nieznanej natury. Ewakuował się za granicę.
Był autorem wspomnień: Ostatni transport z Pawiaka i Wigilia w kacecie opublikowanych w książce Drogi cichociemnych... (wyd. I, II, III, Veritas, Londyn, 1954, 1961, 1972, Bellona, Warszawa, 1993, 2008).

## Awanse
- podporucznik – ze starszeństwem z dniem 1 stycznia 1936 roku
- porucznik – ze starszeństwem z dniem 30 marca 1941 roku
- kapitan – ze starszeństwem z dniem 10 kwietnia 1944 roku
- major –[potrzebny przypis][a]

## Odznaczenia
- Krzyż Walecznych – czterokrotnie
- Krzyż Armii Krajowej
- Medal Wojska – trzykrotnie
- Medal za Odwagę w Sprawie Wolności (Wielka Brytania).